# Saosjorsk

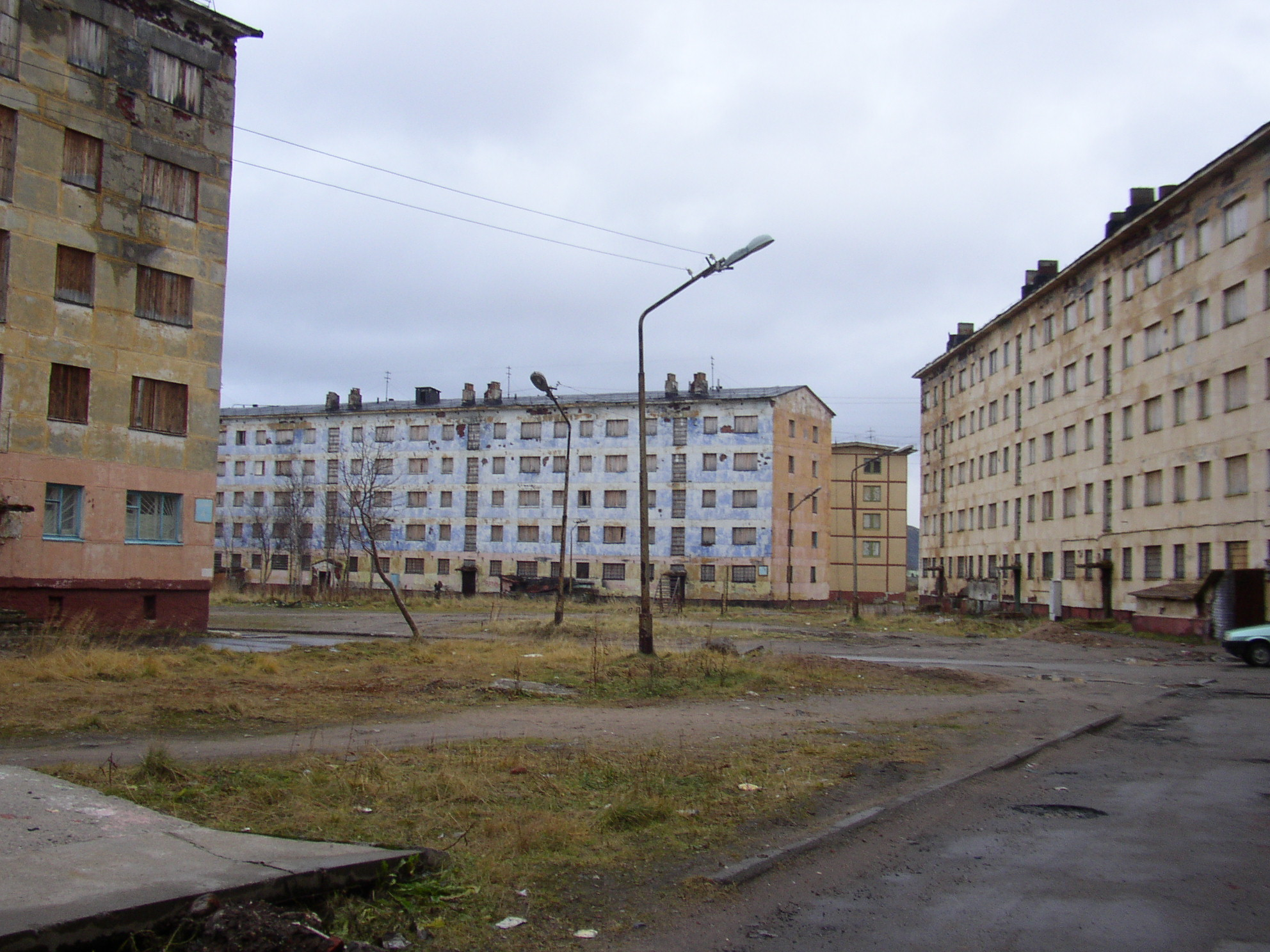
Saosjorsk 2009

Saosjorsk (russisch Заозёрск) ist eine geschlossene Stadt in Russland in der Oblast Murmansk mit 11.199 Einwohnern (Stand 14. Oktober 2010). Sie wird vorwiegend von Angehörigen der russischen Streitkräfte in Zusammenhang mit der U-Bootflotte des nahen Hafens Sapadnaja Liza bewohnt, dem wichtigsten Stützpunkt der russischen Nordflotte.

## Beschreibung

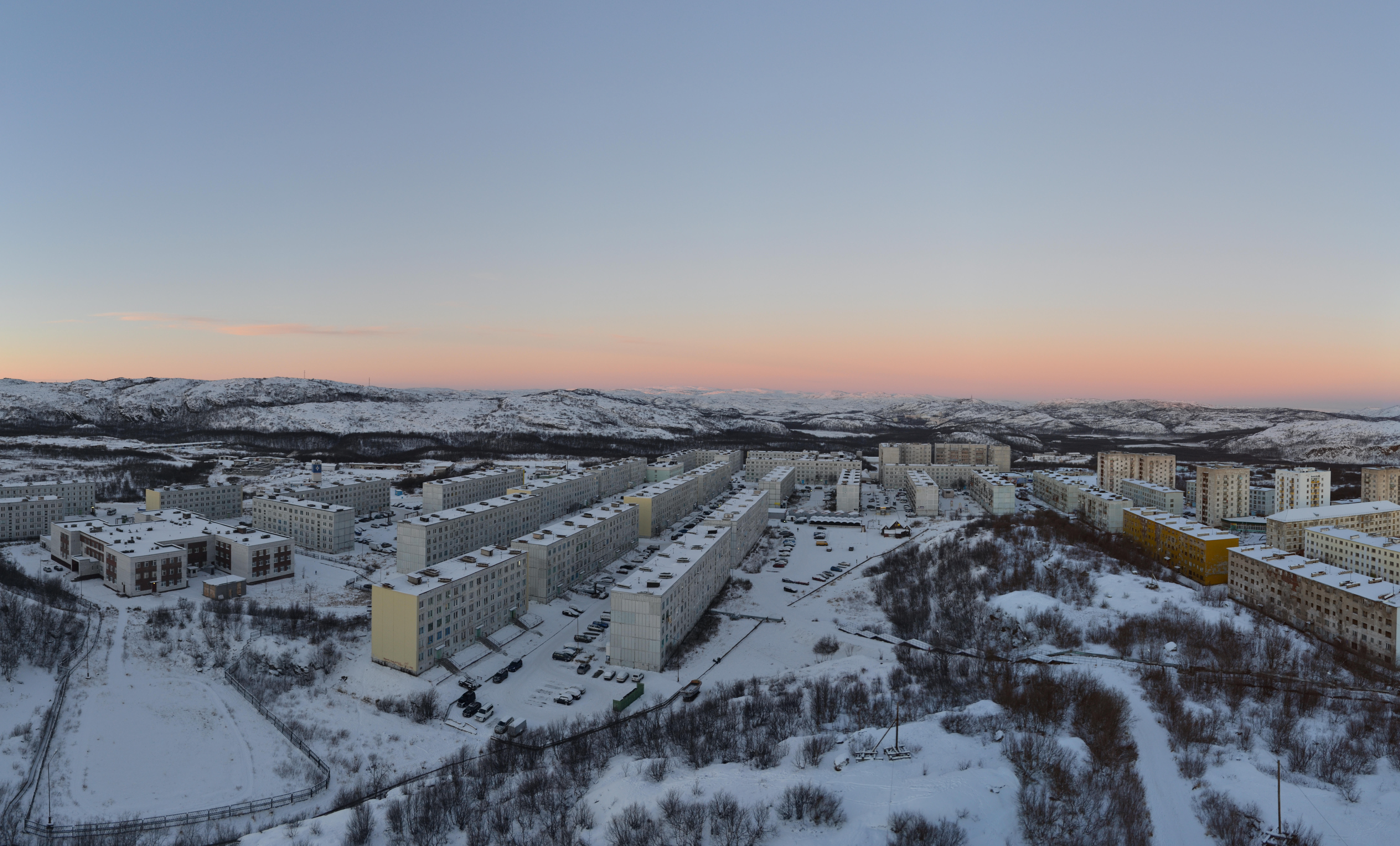
Panorama

Saosjorsk wurde als Wohnort für Angehörige der sowjetischen U-Bootflotte im Jahr 1958 als Dorf Zaorzerny (Заозерный) gegründet. Zu Sowjetzeiten wurde die Siedlung dann als geschlossene Stadt unter den Codenamen Seweromorsk-7 (Североморск-7) beziehungsweise Murmansk-150 (Мурманск-150) weiter aufgebaut. Das Klima in der Stadt ist äußerst unwirtlich und von langen Nächten im Polarwinter und starken Winden geprägt.
Saosjorsk liegt gut 2 km von der Westlichen Liza und 54 Kilometer in Richtung Nord-Nordwest von der Gebietshauptstadt Murmansk entfernt. Auf Autostraßen beträgt die Entfernung 150 Kilometer. Der Hauptteil der Bevölkerung dient bei den russischen Streitkräften oder arbeitet in Unternehmen des Verteidigungsministeriums.

### Bevölkerungsentwicklung
| Jahr | Einwohner |
| ---- | --------- |
| 2002 | 12.687    |
| 2010 | 11.199    |

Anmerkung: Volkszählungsdaten